# Cantó de Sizun
El cantó de Sizun (bretó Kanton Sizun) és una divisió administrativa francesa situat al departament de Finisterre a la regió de Bretanya.

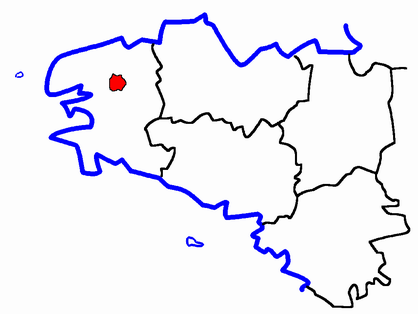
Situació del cantó

## Composició
El cantó aplega 4 comunes :
| Nom bretó    | Nom francès   | Nom gal·ló |
| Kommanna     | Commana       | ---        |
| Lokmelar     | Locmélar      | ---        |
| An Dre-Nevez | Saint-Sauveur | ---        |
| Sizun        | Sizun         | ---        |

## Història
| Data d'elecció                           | Identitat          | Partit | Qualitat |
| ---------------------------------------- | ------------------ | ------ | -------- |
| 2001-2008                                | Jean-Pierre Breton | RPR    |          |
| 2008-                                    | Francis Estrabaud  | PS     |          |
| les dades anteriors no són pas conegudes |                    |        |          |
|                                          |                    |        |          |